# Аль-Муизз ибн Бадис
Абу Тами́м Шара́ф ад-Даула аль-Му’и́зз ибн Ба́дис аз-Зи́ри, известный как аль-Му’и́зз ибн Ба́дис (араб. المعز بن باديس‎; 1008 — август 1062) — правитель государства Зиридов в Ифрикии с 1016 по 1062 годы. Заявил о своей независимости от халифата Фатимидов и признал над собой верховную власть аббасидского халифа в 1048 году, в результате чего Ифрикия подверглась хилялийскому нашествию, которое фактически разрушило зиридское государство.

## Происхождение
Аль-Муизз происходил из берберского племени санхаджи, доминировавшего в то время на территории Среднего Магриба, он был сыном зиридского правителя Бадиса ибн аль-Мансура. Его отец вновь признал над собой верховную власть фатимидского халифа, однако это не помогло ему сохранить целостность своего государства, когда его дядя Хаммад ибн Бологгин в 1014 году провозгласил себя независимым правителем Алжира и признал над собой верховную власть Аббасидского халифата.

## Политическая биография
Аль-Муизз унаследовал престол своего отца в восьмилетнем возрасте в 1016 году после смерти Бадиса ибн аль-Мансура во время безуспешной осады Кала-Бени-Хаммада. Окружение малолетнего амира аль-Муизза пыталось продолжить войну с Хаммадом ибн Бологгином, однако не преуспело в этом и в 1017—1018 годах аль-Муиззу пришлось смириться с возникновением на западной части его территории независимого государства Хаммадидов. По условиям мирного соглашения Хаммад вынужден был отправить ко двору аль-Муизза своего сына в качестве заложника. Тем не менее, по прошествии многих лет конфликт Зиридов с Хаммадидами возобновился и в 1040 или 1041 году аль-Муизз ибн Бадис подступил к их столице Кала-Бени-Хаммад, в которой заперся хаммадидский амир Каид ибн Хаммад. Безуспешная осада продолжалась два года, после чего аль-Муизз вернулся в Кайруан и с тех пор жил в мире с Хаммадидами.
По утверждению Ибн Хальдуна, могущество аль-Муизза в первой половине его правления достигло такого невиданного уровня, что «никогда не видели у берберов этой страны царства более обширного, более богатого и более процветающего, чем у него». О богатстве и роскоши двора аль-Муизза свидетельствуют многие его поступки, к примеру, по свидетельству современников, за свою дочь амир дал приданое стоимостью миллион динаров, которое погрузили на десять мулов, а во время похорон матери аль-Муизза её гроб был изготовлен из индийского дерева и украшен золотыми гвоздями и рядами крупного жемчуга. Правление аль-Муизза ибн Бадиса известно, помимо прочего, и некоторыми строительными достижениями. В частности, он воздвиг в городе Мансурия несколько роскошных дворцов.
В период правления аль-Муизза в Магрибе широкое распространение получило суннитское религиозное течение, называемое маликитский мазхаб. Противостояние между сторонниками суннитских и шиитских воззрений привело к острейшему религиозно-политическому кризису в стране. Первые признаки религиозного противостояния проявились уже в день первого вступления амира аль-Муизза в Кайруан 25 июня 1016 года, когда в городе вспыхнули антишиитские выступления, в ходе которых сунниты совершили покушение на жизнь молодого амира. В дальнейшем, воспитанный под сильным влиянием суннитской идеологии, аль-Муизз ибн Бадис открыто выступил против власти шиитского халифата Фатимидов. В 1048 году он провозгласил свою независимость от Фатимидов и формально признал над собой верховную власть аббасидского халифа.
Узнав об этом фатимидский халиф аль-Мустансир направил против государства Зиридов разбойничьи бедуинские племена Бану Хиляль (которое до этого было интернировано халифом в Верхнем Египте) и Бану Сулейм. Хаммадиды, ранее также отложившиеся от Фатимидского халифата, тотчас заново признали над собой его верховную власть, пополнив тем самым антизиридскую коалицию. Так называемое хилялийское нашествие на Ифрикию происходило в 1050—1052 годах; по словам Ибн Хальдуна, бедуины «подобно нашествию саранчи, уничтожали всё на своём пути». Войска амира аль-Муизза были разбиты, его столица Кайруан — взята и разграблена, другие города и селения — опустошены. Бедуины вырубали деревья и вытаптывали поля, в течение нескольких десятилетий страна превратилась в огромное пастбище. К 1057 году аль-Муизз окончательно переместил свою столицу в Махдию и безуспешно пытался оттуда отвоевать потерянные города. В Ифрикии воцарилась анархия, страна стихийно распалась на множество враждующих друг с другом княжеств. Хаммадиды поначалу совершали набеги на зиридские владения, однако к 1090 году под напором бедуинов также были вынуждены покинуть свою столицу Кала-Бени-Хаммад и отступить в менее доступный город-порт Беджая.
Потеряв контроль над сушей Ифрикии и укрепившись в Махдии, аль-Муизз построил военный флот, решив распространить свою власть на прилегающие морские просторы и на принадлежавшую арабам Сицилию. Однако в тот период на Сицилию уже вторглись норманны и завоевали значительную часть острова. Аль-Муизз ибн Бадис направил на помощь сицилийским мусульманам свой флот, однако по пути флот попал в шторм, в результате чего многие корабли затонули, так и не достигнув Сицилии. Возникновение норманнского государства в Южной Италии и на Сицилии не позволило аль-Муиззу укрепиться в этом регионе Средиземноморья.
Амир Аль-Муизз ибн Бадис умер в августе 1062 года.

## Семья
Наследником государства аль-Муизза стал его сын Тамим, который при жизни отца был наместником Махдии и в дальнейшем приобрёл известность как поэт.